# Aneides aeneus
- Commons
- Wikispecies

Aneides aeneus é uma espécie de salamandra da família Plethodontidae endémica da América do Norte. Os seus habitats naturais são florestas temperadas e áreas rochosas. Está ameaçada por perda de habitat.